# كوروفيون
الكوروفيون (بالإنجليزية: Kauravas)‏، في ملحمة الماهابهاراتا، هم أبناء الملك دهرتراشتر [الإنجليزية] المائة، وخصوم الأبطال الملحميين الباندفيين في حرب كوروكشترا.

## حرب كوروكشترا
حدثت حرب بين الباندفيين وأنسبائهم الكوروفيين إثر نزاعات طويلة للظفر بعرش هاستينابورا. وكان النصر حليف الباندفيين بعد خسائر كبيرة وقعت في صفوف الطرفين.